# تپه قلعه اسجیل
تپه قلعه اسجیل مربوط به سده ۳ تا ۱۲ قمری است و در شهرستان گلبهار، دهستان گلمکان، ۷۰۰ متری جنوب شرق روستای اسجیل واقع شده و این اثر در تاریخ ۲۷ اسفند ۱۳۸۶ با شمارهٔ ثبت ۲۲۳۰۸ به‌عنوان یکی از آثار ملی ایران به ثبت رسیده‌است.